# 中班士利 (英國國會選區)
中班士利（英語：Barnsley Central），英國國會一自治市選區，包括英格蘭約克郡-亨伯南約克郡班士利。
始於1983年，本區是工黨佔優的選區。在2010年大選中現任議員、由工黨轉為獨立人士參選的埃里克·伊斯利以47.3%選票勝出該區連任。